# 一宮東出入口
一宮東出入口（いちのみやひがしでいりぐち）は、愛知県一宮市にある名古屋高速道路16号一宮線のインターチェンジである。北行きの終点であり、清洲方面の入口が存在する。尚、このランプから名神高速道路に乗り継ぐことはできないので、注意が必要である。

## 道路
- 名古屋高速16号一宮線

## 接続する道路
- 名岐バイパス（国道22号）

## 料金所

### 清洲方面入口
- レーン数:2
  - ETC専用:1
  - 一般:1

### 終点出口
- レーン数:2
  - ETC専用:1
  - 一般:1

## 歴史
- 2005年（平成17年）2月11日 - 開業。

## 備考
- 入口・出口共に料金支払い

## 周辺
- 一宮勤労福祉会館

## 隣
名古屋高速16号一宮線
(1604)一宮南出口 - (25)一宮IC - (1605,1615)一宮東出入口 - (1616)一宮中入口